# Igarapé Copatana
Igarapé Copatana är ett vattendrag i Brasilien.   Det ligger i delstaten Amazonas, i den nordvästra delen av landet, 2 500 km nordväst om huvudstaden Brasília.
I omgivningarna runt Igarapé Copatana växer i huvudsak städsegrön lövskog. Trakten runt Igarapé Copatana är nära nog obefolkad, med mindre än två invånare per kvadratkilometer.